# Кегли (альбом)
«Кегли» — третий студийный альбом рэп-группы «Мальчишник», выпущенный на аудиокассетах в июле 1995 года на лейбле «Элиас Records».
Альбом был записан в период с 1994 по 1995 год на московской студии «2С». Тексты для альбома написал Андрей «Дельфин» Лысиков, а в создании музыки участникам помогли музыканты группы «Дубовый Гай» и саунд-продюсер/звукорежиссёр Ян Миренский. В поддержку альбома был снят видеоклип на песню «Хит» в июле 1995 года. Спонсором альбома и клипа является фирма-производитель спортивной одежды British Knights.
В сентябре 1995 года по результатам розничной продажи в торговых точках альбом «Кегли» занял восьмое место в списке «10 лучших альбомов, выпущенных на аудиокассетах».
Альбом был переиздан с цензурной версией «Лирики» на компакт-дисках на том же лейбле в 1996 году, на лейбле «Крем Рекордс» в 2002 году и на лейбле CD Land в 2003 году.

## Об альбоме

Обложка переиздания альбома на компакт-дисках в 1996 году

Работа над альбомом началась летом 1994 года. По словам гитариста Михаила Воинова, на запись альбома был потрачен почти год студийного времени, в ходе которого было записано огромное количество экспериментальных фрагментов, которые вошли в другие проекты — «Мишины дельфины» и «Не в фокусе», а сам материал для «Кеглей» в итоге был записан за неделю под давлением со стороны издателя «Элиас Records» и спонсора British Knights. По словам Дельфина, весной 1994 года поступило предложение от одной из фирм записать новую пластинку, за которую участники группы получат определённую сумму денег. Полностью записанный и готовый к реализации альбом не получил никакой дальнейшей жизни, поскольку продюсер коллектива, Алексей Адамов, уехал в США и группа осталась без финансовой поддержки.
12 июля 1995 года был снят видеоклип на песню «Хит» при помощи режиссёра Григория Константинопольского. Съёмки клипа прошли на Тверской улице в Москве. Спонсором альбома и клипа выступила фирма по производству спортивной одежды British Knights.
На альбоме каждая песня имеет своеобразный сексуальный сюжет:
- «Стриптиз» — о «разоблачённой» сексуальности женщины, насмешливая песня
- «Клофелин» — об аферистах—соблазнителях
- «Виноградов Алексей» — песня о невероятно гиперсексуальном мужчине; на самом деле Алексей Виноградов был тогдашним продюсером «Мальчишника», позже — директором Дельфина. Также Дельфина и Алексея связывают семейные узы — у жены Дельфина есть сестра Жанна, на которой Виноградов женат
- «Нежданно-негад.» — песня о венерических болезнях
- «Зоологическая» — о зоосексе мужчины с медведем и об их совместном «детёныше»
- «Миру - мир!» — о службе в армии и пацифизме

## Список композиций
| №   | Название                              | Текст песни | Музыка     | Длительность |
| --- | ------------------------------------- | ----------- | ---------- | ------------ |
| 1.  | «Стриптиз»                            | Дельфин     | Мальчишник | 4:25         |
| 2.  | «Клофелин»                            | Дельфин     | Мальчишник | 3:30         |
| 3.  | «Алмата»                              | Дельфин     | Мальчишник | 3:49         |
| 4.  | «Медляк»                              | Дельфин     | Мальчишник | 4:06         |
| 5.  | «Хит»                                 | Дельфин     | Мальчишник | 3:29         |
| 6.  | «Виноградов Алексей (Кожаный убийца)» | Дельфин     | Мальчишник | 3:15         |
| 7.  | «Экскрементальная»                    |             | Мальчишник | 4:12         |
| 8.  | «Нежданно-негад.»                     | Дельфин     | Мальчишник | 3:49         |
| 9.  | «Зоологическая»                       | Дельфин     | Мальчишник | 3:07         |
| 10. | «Миру - мир!»                         | Дельфин     | Мальчишник | 4:51         |
| 11. | «Лирика»                              | Дельфин     | Мальчишник | 2:48         |
| 12. | «П.Ремикс С.Т.»                       |             | DJ Грув    | 3:13         |

Ротации
По данным интернет-проекта Moskva.FM, пять песен из альбома — «Клофелин», «Медляк», «Хит», «Нежданно-негад.» и «Лирика» — были в ротации нескольких российских радиостанций с 2008 по 2015 год.

## Участники записи
- Андрей «Дельфин» Лысиков — автор текста, аранжировка, вокал[12][1]
- Павел «Мутабор» Галкин — музыка, аранжировка, вокал
- Андрей «Дэн» Котов — скретч, вокал
- Михаил Воинов («Дубовый Гай») — гитара («Стриптиз», «Хит», «Экскрементальная», «Нежданно-негад.», «Зоологическая», «Миру — мир!», «Лирика»), бас-гитара («Зоологическая»)[13]
- Иван Черников («Дубовый Гай») — бас-гитара («Экскрементальная», «Миру — мир!»)
- Игорь Гоцманов («Боцман») («Авалон») — ударные («Миру — мир!»)
- Ян Миренский — звукорежиссёр, саунд-продюсер